# Prunum humboldti
Prunum humboldti is een slakkensoort uit de familie van de Marginellidae. De wetenschappelijke naam van de soort is voor het eerst geldig gepubliceerd in 2009 door Espinosa, Ortea & Moro.